# Jógvan við Keldu
Jógvan við Keldu ( født 30. januar 1944 i Klaksvík) er en færøsk forretningsmand og politiker (FF).
Han blev første gang indvalgt i kommunalbestyrelsen i Klaksvík i 1971, og sad som borgmester med støtte fra Fólkaflokkurin, Sambandsflokkurin og Kristiligi Fólkaflokkurin 1981–1988 og 1993–2001. Han var valgt til Lagtinget fra Norðoyar 1988–1990 og 1998–2008. Han var medlem af Lagtingets delegation til Nordisk Råd i årene 1989 og 1998–2004. I en tale i Nordisk Råd i 2006 foreslog Jógvan við Keldu, at alle i Norden skulle lære sig svensk som andetsprog, for at forhindre at skandinaverne i fremtiden kun kan tale engelsk med hinanden.
Efter lagtingsvalget i 2004 gik Fólkaflokkurin i koalition med det socialdemokratiske Javnaðarflokkurin og det borgerlige Sambandsflokkurin. I Jóannes Eidesgaards første regering blev Jógvan við Keldu indenriksminister. Den 1. devember 2005 blev han presset af sit parti til at afgå. Han opstillede ikke til genvalg til Lagtinget i 2008.
Jógvan við Keldu gik i lære indenfor handel og kontor hos Rósing Rasmussen i Runavík 1960–1961 og J.F. Kjølbro i Klaksvík 1961–1964. Han drev egen handelsvirksomhed i Klaksvík 1964–1980, 1989–1992 og igen fra 2002. Han var bestyrelsesmedlem for Klaksvíkar Sjúkrahús 1977–1984, herunder bestyrelsesformand 1981–1984.
Han er far til kommunalpolitikeren Gunvá við Keldu.